# Rouge Brésil
Cet article concerne le roman. Pour le téléfilm, voir Rouge Brésil (téléfilm).
Rouge Brésil est un roman historique de Jean-Christophe Rufin paru le 29 août 2001 aux éditions Gallimard et récompensé par le prix Goncourt.

## Historique
Avant que Jean-Christophe Rufin n'écrive son roman, Claude Lévi-Strauss évoquait déjà la fondation de la colonie française antarctique au chapitre 9 de Tristes Tropiques en ces termes : « l'histoire prend alors un tour si étrange que je m'étonne que nul romancier ou scénariste ne s'en soit encore emparé. Quel film elle ferait ! ».
Rouge Brésil raconte un épisode aussi extraordinaire que mal connu de la Renaissance : la tentative de colonisation du Brésil par les Français, sous la conduite d’un chevalier de Malte, Nicolas Durand de Villegagnon. En 1555, une expédition vers le Brésil, censée être profitable aux protestants, au commerce et au royaume de France, est montée au nom d’Henri II pour fonder la France antarctique.
Le titre du livre évoque directement le bois brésil, découvert dans ce pays et dont est tirée une teinture rouge. L’intensité des échanges commerciaux qu’il suscita entre les continents eut pour résultat de nommer le pays du nom du bois éponyme.
Ce roman basé sur des faits réels, s'inspire de multiples sources, notamment du journal de voyage d'un des protestants de l'expédition de Villegagnon : Jean de Léry, Histoire d'un voyage fait en la terre de Brésil et à notre époque, et des précieux éclairages de l’historien français Franck Lestringant, spécialiste du XVIe siècle.

### Distinctions
Le roman reçoit le prix Goncourt en novembre 2001, au dixième tour de scrutin, par 5 voix contre 4 à Étrangers dans la nuit de Marc Lambron et une à Plateforme de Michel Houellebecq, pourtant non inclus dès la seconde sélection à la surprise générale,. Les autres finalistes sont La Reprise d'Alain Robbe-Grillet, L'interprétation des singes de Michel Braudeau,  et Des phrases courtes, ma chérie de Pierrette Fleutiaux,,,. 
Les romans sélectionnés mais non finalistes sont L'Empire de la morale de Christophe Donner, C'était tous les jours tempête de Jérôme Garcin, Le Fil de soie de Michèle Gazier, Un Eté autour du cou de Guy Goffette, Dolce agonia de Nancy Huston, La Voix d'alto de Richard Millet, Un bien fou d'Éric Neuhoff,  La Part de l'autre d'Éric-Emmanuel Schmitt, La Joueuse de go de Shan Sa, Interdit de Karine Tuil et Madame Angeloso de François Vallejo.
Il est également lauréat du grand prix de l'Académie de marine en 2002.

## Résumé
Deux adolescents, Just et Colombe, sont embarqués dans l’expédition pour servir d’interprètes auprès des Indiens. Leur découverte de ce nouveau monde proche de la nature et leur lente maturation à son contact fait toute la trame du roman, centré sur ce choc de civilisations, « cet instant de la découverte qui contient en germe toutes les passions et tous les malentendus à naître » indique Jean-Christophe Rufin dans sa postface — « Bien qu’il concerne des sociétés, ce moment s’apparente à l’état amoureux lorsque deux êtres sont mis en présence pour la première fois. »
Pour créer cette colonie, Villegagnon, amiral de son état, s’implante avec tout son équipage dans une île de la baie de Guanabara, où sera fondée la ville de Rio de Janeiro. Il consolide sa position en faisant ériger le fort Coligny pour résister à la conquête de ces terres par les Portugais. Des difficultés de tous ordres compromettent bientôt l’œuvre du colonisateur. Pour ramener l’ordre dans une île menacée par toutes les corruptions, Villegagnon demande l’aide de Calvin, ignorant son évolution radicale. En fait de secours, l’arrivée de cette seconde expédition de calvinistes a surtout pour effet de transformer l’île en champ de batailles théologiques et de précipiter la fin de la colonie. C’est le prélude, dix ans auparavant, des guerres de religion qui vont ravager la France pour longtemps.

## Éditions
- Rouge Brésil, éditions Gallimard, 2001,  (ISBN 9782070761982)
- Rouge Brésil, éditions Feryane, deux tomes, 2002  (ISBN 978-2840114550) et  (ISBN 978-2840114567) (édition en gros caractères)
- Rouge Brésil, coll. « Folio » no 3906, éditions Gallimard, 2003, 608 p.  (ISBN 9782070458059)

## Adaptation télévisée
Le roman est adapté à la télévision française sur France 2 en janvier 2013 par Sylvain Archambault : Rouge Brésil.